# Цанчо Дебелянов
Цанчо Георгиев Дебелянов е български политик, общественик, запасен офицер, по професия химик.
Цанчо Дебелянов е роден в град Копривщица и се явява втори братовчед на Димчо Дебелянов. Негова жена е Койка Рашкова Дебелянова, дъщеря на поборника от Априлското въстание Рашко Радомиров. По други сведения той е брат на Димчо.
Като капитан от запаса в периодите 1932 – 1934 и 1940 – 1944 е кмет на Копривщица като има междувременно и кметуване в село Радуил, Самоковско.
На 24 март 1944 г. при провеждането на партизанската акция, когато град Копривщица е превзет от партизаните на бригада „Георги Бенковски“ и чета „Бачо Киро“ на бригада „Чавдар“, с решение на Щаба на бригадата са разстреляни бившият кмет Иван Рашков и настоящият Цанчо Дебелянов, последния поради неизпълнен ултиматум, даден му по-рано. В следващите часове, партизаните се изтеглят на юг към калето в местността Смиловене.